# Richard J. Collins
Richard J. Collins (* 20. Juli 1914 in New York City; † 14. Februar 2013 in Ventura, Kalifornien) war ein amerikanischer Drehbuchautor und Fernsehproduzent.

## Leben
Collins wuchs als Sohn des Modedesigners Harry Collins in Paris und New York auf. Nach seinem Schulabschluss 1932 studierte er für ein Semester an der Stanford University, musste aber auf Grund der Great Depression sein Studium abbrechen. Er ging zurück nach New York, widmete sich dem Studium des Theaters und wurde der Young Communist League. Schließlich zog er 1935 nach Los Angeles, wo er am Ende des Jahrzehnts als Drehbuchautor tätig wurde. 
Collins gab sein Debüt als Drehbuchautor 1939 mit dem Film Herrscher der Meere. Es folgten weitere Kinoproduktionen, doch ab 1947 war er auf Grund seiner Mitgliedschaft in der Kommunistischen Partei auf die Schwarze Liste gesetzt und konnte nicht mehr Filmgeschäft tätig sein. Er selbst wurde zweimal vor das Komitee für unamerikanische Umtriebe geladen, erstmals 1947. Bei seiner zweiten Anhörung 1951 gab er die Namen mehrerer Sympathisanten preis, darunter den von Paul Jarrico, mit dem er zuvor bei einigen Filmen zusammengearbeitet hatte. Auf Grund dessen war es ihm erlaubt, wieder offiziell als Drehbuchautor zu arbeiten. 
1980 distanzierte sich Collins in einem Interview mit Victor Navasky zu dessen Buch Naming Names von seiner eigenen Aussage.
Das Drehbuch zum Film Geheimdienst im Dschungel (1953) bedeutete seine Rückkehr in das Filmgeschäft. Die Produktion war zugleich seine erste Kooperation mit dem Regisseur Don Siegel, der bis Ende der 1950er noch einige weitere Filme folgten. So war er 1956 auch an der Entwicklung des Drehbuchs zu Die Dämonischen zu beteiligt, wurde aber hierfür nicht im Abspann genannt. Mit Beginn der 1960er Jahre war Collins ausnahmslos für das Fernsehen als Drehbuchautor aktiv. 
Ab 1963 war Collins auch als Produzent tätig und arbeitete an mehreren Fernsehserien mit. So war er im Zeitraum der Jahre 1968 bis 1973 an mehr als 100 Folgen von Bonanza beteiligt, seine letzte Produktion war Matlock in den Jahren 1987 bis 1992. Im Anschluss verfasste er noch zwei Drehbücher für Diagnose: Mord und setzte sich danach zur Ruhe. 
Von 1939 bis 1945 war er mit der Schauspielerin Dorothy Comingore verheiratet. Gemeinsam hatten sie zwei Kinder. 1949 folgte eine zweite Ehe, die bis zum Tod der Frau im Jahr 1991 hielt.

## Filmografie (Auswahl)
als Drehbuchautor
- 1939: Herrscher der Meere (Rulers of the Sea)
- 1946: Zwei Sprengstoffverkäufer (Little Giant)
- 1953: Geheimdienst im Dschungel (China Venture)
- 1954: Terror in Block 11 (Riot in Cell Block 11)
- 1954: Die Tochter des Kalifen (The Adventures of Hajji Baba)
- 1954: Bob Mathias Story (The Bob Mathias Story)
- 1955: El Tigre (Kiss of Fire)
- 1957: Mein Revolver war schneller (My Gun is Quick)
- 1957: Flamenca – Ein Amerikaner in Spanien (Spanish Affair)
- 1958: Geraubtes Gold (The Badlanders)
- 1959: Der Mann aus Arizona (Edge of Eternity)
- 1959: Zahl oder stirb (Pay or Die)

als Produzent
- 1968–1973: Bonanza (Fernsehserie)
- 1987–1992: Matlock (Fernsehserie)